# Batalj scenkonst
BATALJ Scenkonst är en fri teatergrupp baserad i Stockholm, grundad 2017.
Gruppen sätter upp nyskriven och internationell dramatik som inte tidigare spelats i Sverige, och har introducerat ett flertal dramatiker för den svenska publiken.

## Uppsättningar
- Sedan satte vi oss under jorden av Miriam Boolsen (2017)
- Belfast Girls av Jaki McCarrick (2019)[2]
- Möt mig i gryningen av Zinnie Harris (2021)[3]
- Vi är krigare av Monica Isakstuen (2023)[4]